# Austria na Zimowych Igrzyskach Olimpijskich 1928
Austrię na Zimowych Igrzyskach Olimpijskich 1928 reprezentowało 39 zawodników: 34 mężczyzn i pięć kobiet. Był to drugi start reprezentacji Austrii na zimowych igrzyskach olimpijskich. Para sportowa Melitta Brunner, Ludwig Wrede zdobyła pierwszy brązowy medal dla reprezentacji Austrii.

## Zdobyte medale
| Medal  | Zawodnik                     | Dyscyplina           | Konkurencja      |
| ------ | ---------------------------- | -------------------- | ---------------- |
| Srebro | Willy Böckl                  | Łyżwiarstwo figurowe | singiel mężczyzn |
| Srebro | Fritzi Burger                | Łyżwiarstwo figurowe | singiel kobiet   |
| Srebro | Lilly Scholz Otto Kaiser     | Łyżwiarstwo figurowe | pary sportowe    |
| Brąz   | Melitta Brunner Ludwig Wrede | Łyżwiarstwo figurowe | pary sportowe    |

## SKład kadry

### Biegi narciarskie
Mężczyźni
| Konkurencja   | Zawodnik          | czas      | Pozycja |
| ------------- | ----------------- | --------- | ------- |
| Bieg na 18 km | Harald Paumgarten | 1:51:43,0 | 17.     |

### Bobsleje
Mężczyźni
| Osada | Zawodnik                                                                                  | Konkurencja | Ślizg 1 | Ślizg 2         | Łącznie                   | Pozycja                   |
| ----- | ----------------------------------------------------------------------------------------- | ----------- | ------- | --------------- | ------------------------- | ------------------------- |
| AUT-2 | Franz Lorenz Benno Karner Richard Lorenz Franz Wohlgemuth Eduard Pechanda                 | Piątki      | 1:52,3  | 1:49,7          | 3:42,20                   | 22.                       |
| AUT-1 | Gustav Mader Ferdinand Langer Franz Pamperl Walter Sehr Michael Waissnix Hugo Weinstengel | Piątki      | 1:44,2  | Dyskwalifikacja | Nie ukończyli konkurencji | Nie ukończyli konkurencji |

### Hokej na lodzie
Reprezentacja mężczyzn
| - Herbert Brück - Walter Brück - Jacques Dietrichstein - Hans Ertl - Sepp Göbl - Hans Kail |  | - Herbert Klang - Ulli Lederer - Walter Sell - Reginald Spevak - Hans Tatzer - Hermann Weiß |

Reprezentacja Austrii brała udział w rozgrywkach grupy C turnieju olimpijskiego zajmując w niej drugie miejsce, nie awansując do dalszych gier.

#### Runda pierwsza
Grupa B
| Drużyna    | M | Mecze | Mecze | Mecze | Bramki | Bramki | Bramki | Pkt |
| Drużyna    | M | W     | R     | P     | +      | -      | +/-    | Pkt |
| ---------- | - | ----- | ----- | ----- | ------ | ------ | ------ | --- |
| Szwajcaria | 2 | 1     | 1     | 0     | 5      | 4      | -1     | 3   |
| Austria    | 2 | 0     | 2     | 0     | 4      | 4      | 0      | 2   |
| Niemcy     | 2 | 0     | 1     | 1     | 0      | 1      | -1     | 1   |

Wyniki
| 11 lutego 1928 | Szwajcaria | 4:4 | Austria |  |

|  |  | (2:4, 1:0, 1:0) |  | Sędzia główny: Lociq |

| 12 lutego 1928 | Austria | 0:0 | Niemcy |  |

|  |  | (0:0, 0:0, 0:0) |  | Sędzia główny: Poplimont |

### Kombinacja norweska
Mężczyźni
| Zawodnik          | Konkurencja   | Bieg narciarski | Bieg narciarski | Bieg narciarski | Skoki narciarskie | Skoki narciarskie | Skoki narciarskie | Skoki narciarskie | Łącznie | Pozycja |
| Zawodnik          | Konkurencja   | Czas biegu      | Pozycja         | Punkty          | Skok 1            | Skok 2            | Punkty            | Pozycja           | Łącznie | Pozycja |
| ----------------- | ------------- | --------------- | --------------- | --------------- | ----------------- | ----------------- | ----------------- | ----------------- | ------- | ------- |
| Harald Paumgarten | Indywidualnie | 1:51:43,0       | 12,750          | 10.             | 38,5              | 38,0              | 10,958            | 24.               | 11,854  | 17.     |

### Łyżwiarstwo figurowe
| Zawodnik                     | Konkurencja   | Nota    | Pozycja |
| ---------------------------- | ------------- | ------- | ------- |
| Willy Böckl                  | Soliści       | 1625,50 | srebro  |
| Karl Schäfer                 | Soliści       | 1463,75 | 4.      |
| Ludwig Wrede                 | Soliści       | 1368,75 | 8.      |
| Fritzi Burger                | Solistki      | 2248,50 | srebro  |
| Melitta Brunner              | Solistki      | 2087,50 | 7.      |
| Ilse Hornung                 | Solistki      | 2050,75 | 8.      |
| Grete Kubitschek             | Solistki      | 1778,50 | 17.     |
| Lilly Scholz Otto Kaiser     | Pary sportowe | 99,25   | srebro  |
| Melitta Brunner Ludwig Wrede | Pary sportowe | 93,25   | brąz    |

### Łyżwiarstwo szybkie
Mężczyźni
| Zawodnik      | Konkurencja    | Czas   | Pozycja |
| ------------- | -------------- | ------ | ------- |
| Fritz Moser   | Bieg na 500 m  | 46,7   | 18.     |
| Fritz Moser   | Bieg na 1500 m | 2:31,4 | 16.     |
| Fritz Moser   | Bieg na 5000 m | 9:57,8 | 27.     |
| Otto Polacsek | Bieg na 500 m  | 47,5   | 21.     |
| Otto Polacsek | Bieg na 1500 m |        |         |
| Otto Polacsek | Bieg na 5000 m | 9:08,9 | 8.      |
| Rudolf Riedl  | Bieg na 500 m  | 49,1   | 24.     |
| Rudolf Riedl  | Bieg na 1500 m | 2:37,8 | 22.     |
| Rudolf Riedl  | Bieg na 5000 m | 9:53,5 | 26.     |

### Skoki narciarskie
Mężczyźni
| Zawodnik     | Skok 1 | Skok 2 | Nota   | Pozycja |
| ------------ | ------ | ------ | ------ | ------- |
| Harald Bosio | 36,5   | 52,0   | 12,062 | 29.     |

### Skeleton
Mężczyźni
| Zawodnik           | Ślizg 1 | Ślizg 2 | Ślizg 3 | Czas Łącznie | Pozycja |
| ------------------ | ------- | ------- | ------- | ------------ | ------- |
| Franz Unterlechner | 1:05,9  | 1:03,4  | 1:04,2  | 3:13,5       | 6.      |
| Louis Hasenknopf   | 1:15,4  | 1:10,9  | 1:10,4  | 3:36,7       | 8.      |